# Měděnec
Měděnec (en allemand : Kupferberg) est une commune du district de Chomutov, dans la région d'Ústí nad Labem, en Tchéquie. Sa population s'élevait à 142 habitants en 2021.

## Géographie
Měděnec se trouve à 22 km à l'ouest de Chomutov, à 72 km au sud-ouest d'Ústí nad Labem et à 102 km au nord-ouest de Prague.
La commune est limitée par Kovářská et Kryštofovy Hamry au nord, par Domašín à l'est, par Klášterec nad Ohří au sud, et par Perštejn au sud et à l'ouest.

## Histoire
La première mention écrite du village remonte à 1520.
Dans la nuit du 1er au 2 novembre 1984, l'incendie d'un établissement du ministère de la Protection sociale fit 26 victimes. Cet événement est le thème du film Requiem pro panenku [Requiem pour une poupée] (1992).

## Galerie

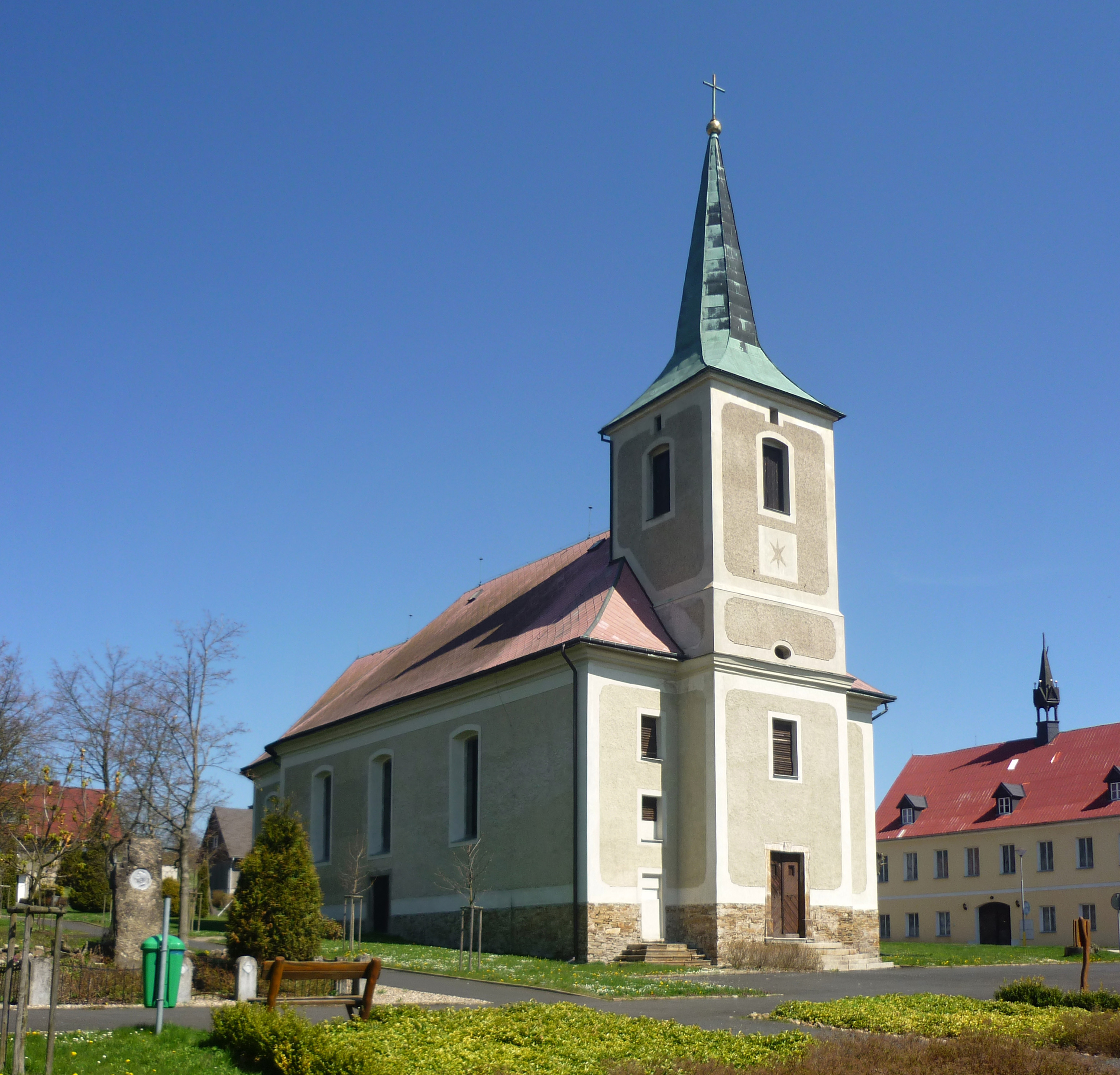
Église de la Nativité.
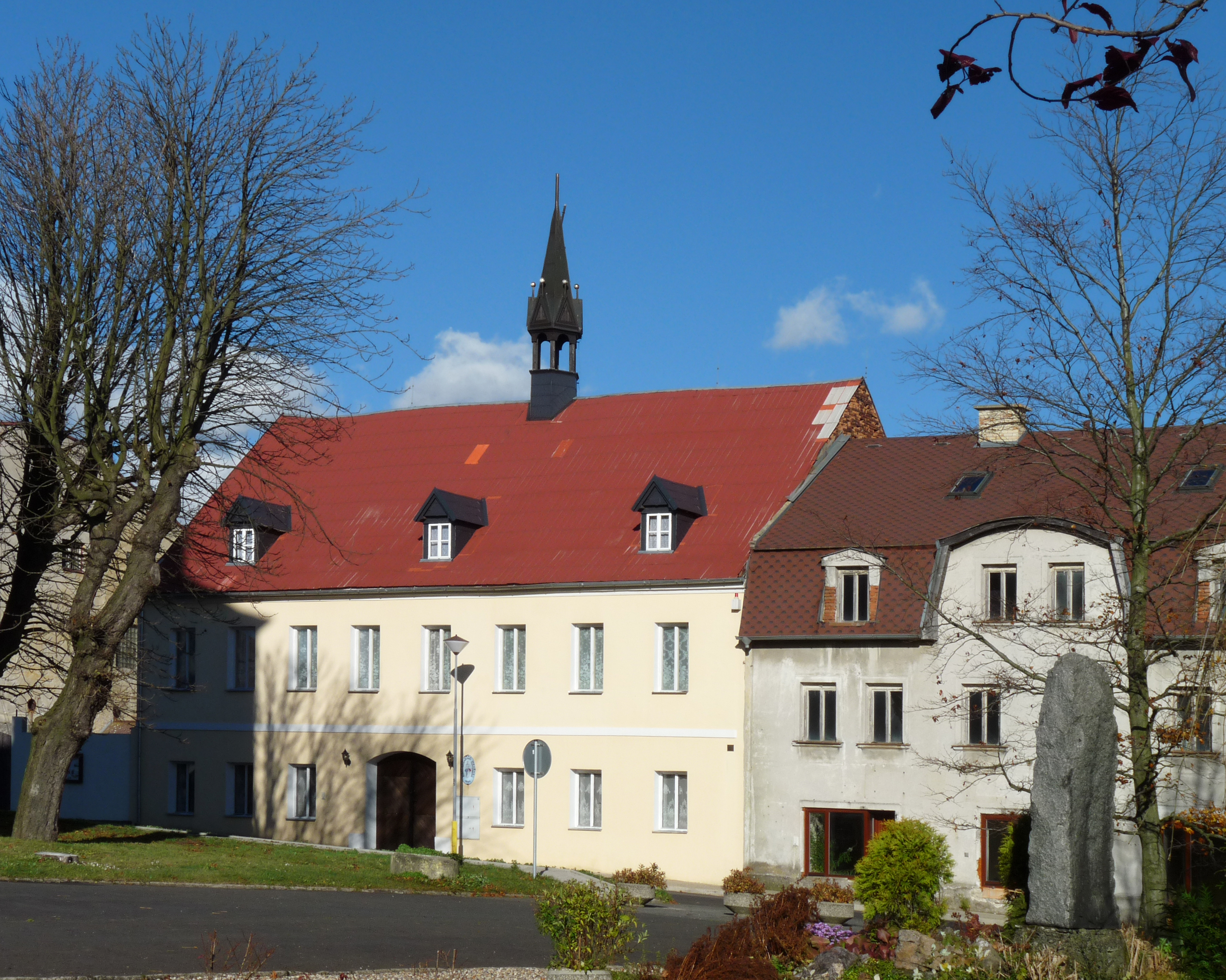
Měděnec : mairie.

## Transports
Par la route, Měděnec se trouve à 10 km de Klášterec nad Ohří, à 31 km de Chomutov, à 94 km d'Ústí nad Labem et à 122 km de Prague.